# Niemetal
Niemetal è un comune di 1 482 abitanti della Bassa Sassonia, in Germania.
Appartiene al circondario di Gottinga ed è amministrato dalla Samtgemeinde Dransfeld.
Comprende le frazioni (Ortsteil) di Ellershausen, Imbsen, Löwenhagen e Varlosen.